# تشارلز إروين ويلسون
تشارلز إروين ويلسون (بالإنجليزية: Charles Erwin Wilson)‏ (و. 1890 – 1961 م) هو مهندس ورجل أعمال وسياسي من الولايات المتحدة الأمريكية ولد في مينيرفا، أوهايو.
تولى منصب كبير الإداريين التنفيذيين . شغل منصب ويلسون وزير الدفاع الأمريكي من 1953 إلى 1957 في عهد الرئيس دوايت أيزنهاور. عرف باسم "تشارلي المحرك"، وشغل سابقا منصب الرئيس التنفيذي لشركة جنرال موتورز. خفض ميزانية الدفاع بشكل كبير في أعقاب الحرب الكورية.

## التعليم
تعلم في جامعة كارنيجي ميلون.

## روابط خارجية
- تشارلز إروين ويلسون على موقع مونزينجر (الألمانية)
- تشارلز إروين ويلسون على موقع إن إن دي بي (الإنجليزية)